# Bec Lavelle
Bec Lavelle (eigentlich Rebecca Anne Lavelle; * 18. März 1980 in Maitland, New South Wales) ist eine australische Sängerin.

## Biografie
Lavelle singt seit ihrem dritten Lebensjahr. Nach der Schule studierte sie Tanz und Gesang. Von 2001 bis 2008 sang Lavelle für die australischen Fernsehserie McLeods Töchter fast alle Songs. Im Jahr 2006 hatte sie in einer Folge der Serie eine Gastrolle als „Bindy Martin“. Nachdem Lavelle an den ersten zwei Soundtrack-Alben der Serie mitgewirkt hatte, veröffentlichte sie 2007 ihr erstes eigenes Album Intimate Portrait. Die anschließende Europakonzertreihe fand überwiegend in Deutschland statt. Nach der Mitarbeit am dritten McLeods-Töchter-Soundtrack (2008) brachte sie 2010 ihr zweites Album Love & Bravery heraus.
Im Februar 2011 zog Lavelle nach Hamburg. 2014 kam sie in der vierten Staffel der deutschen Gesangs-Castingshow The Voice of Germany unter die besten 64 Teilnehmer, bevor sie in der „Battle Round“ ausschied.
Sechs Jahre nach ihrem letzten Album ist am 29. Februar 2016 ihr drittes Album mit dem Titel Kehr Wieder erschienen. Die Lieder singt sie auf Englisch, nur der Titel ist deutschsprachig.

## Diskografie

### Alben
- 2007: Intimate Portrait: 12 Lieder
- 2010: Love & Bravery: 11 Lieder
- 2016: Kehr Wieder: 11 Lieder

### Soundtrack
- 2002: McLeod’s Daughters: Songs From The Series Volume 1 (Gesang)
- 2004: McLeod’s Daughters: Songs From The Series Volume 2 (Gesang)
- 2008: McLeod’s Daughters: Songs From The Series Volume 3 (Gesang)
- 2009: McLeods Töchter - The Best Songs From The Series (Gesang)